# Bouilland
Bouilland település Franciaországban, Côte-d’Or megyében. Lakosainak száma 242 fő (2022. január 1.). Bouilland Détain-et-Bruant, Savigny-lès-Beaune, Bessey-en-Chaume, Antheuil, Aubaine, Échevronne és Fussey községekkel határos.

## Népesség
A település népességének változása:
| Lakosok száma | 165  | 136  | 145  | 189  | 193  | 209  | 210  | 222  | 228  | 242  |
|               | 1968 | 1982 | 1990 | 2006 | 2013 | 2015 | 2017 | 2019 | 2020 | 2022 |